# 미셸 포브스
미셸 포브스(Michelle Forbes, 1965년 1월 8일 ~ )는 미국의 배우이다. 24의 배우로 유명하다.

## 출연 작품
- 스타 트렉 (Star Trek: The Next Generation, Star Trek: Deep Space Nine, Star Trek: Voyager)
- 호미사이드 (Homicide: Life on the Street)
- 24 (텔레비전) (한국어 성우:윤소라)
- 프리슨 브레이크 (Prison Break)
- 가이딩 라이트 (Guiding Light)
- 칼리포니아 (Kalifornia)
- 스위밍 위드 샤크 (Swimming with Sharks)
- 이스케이프 프롬 L.A. (Escape From L.A.)
- 세인펠드 (Seinfeld)
- 더 디스트릭트 (The District)
- 단델리온 (Dandelion)
- 하프 라이프 2 (Half-Life 2)
- 글로벌 프레퀜시 (Global Frequency series)
- 알리아스 (Alias)
- 더 인사이드 (The Inside)
- 배틀스타 갈락티카 (Battlestar Galactica)